# Lellig
Lellig (Luxemburgs: Lelleg) is een plaats in de gemeente Manternach en het kanton Grevenmacher in Luxemburg.
Lellig telt 134 inwoners (2001).
Berbourg · Lellig · Manternach · Münschecker

Luxemburgse gemeenten · Kanton Grevenmacher · Luxemburg